# Billeder af den danske Bondes Liv
Billeder af den danske Bondes Liv er en dansk undervisningsfilm fra 1938.

## Handling
Landsbyens gårde og huse. Kort over landsbyen med den omgivende bymark. Bymarkens dyrkede områder med risgærder. Overdrevet med kvæg. Bystævne. Pløjning med hjulplov. Kornet høstes i bymarken. Høst på hovmarken. Kort over landsbyen med tilhørende jorder efter udskiftningen. Nybygget udflyttergård. Bindingsværkgård. Køkken med åbent ildsted. Opholdsstuen. Måltid med fælles fad. Festmåltid med tallerkner og fade delt i flere rum. Bryllupsfest: Bruden pyntes med brudekrone, særlige bryllupsskikke, brudelysene, kortspil og dans.